# یوژف نادی (ورزشکار)
یوژف نادی‌ (مجاری: József Nagy; ۲ اکتبر۱۸۸۴ – ۲۷ اکتبر ۱۹۵۲) دونده دو نیمه‌استقامت، و دونده اهل مجارستان بود.